# علي عبد النبي الزيدي
علي عبد النبي الزيدي هو كاتب عراقي ولد عام 1965 في مدينة الناصرية جنوب العراق. حاصل على شهادة البكالوريوس من كلية الفنون الجميلة (قسم المسرح) من جامعة بغداد. كتب العديد من الأعمال الروائية للمسرح كمؤلف مسرحي منذ عام 1984، كما كَتبَ العديد من البحوث والدراسات المسرحية ونشرها في الصحف العراقية والعربية منذ مطلع التسعينيات، وشارك في العديد من المؤتمرات والمهرجان الروائية المسرحية العراقية والعربية والدولية. تُرجمَت بعض أعماله الى الأنجليزية والفرنسية. حقق العديد من الجوائز المهمة كالجائزة الكبرى لأفضل عرض مسرحي متكامل في مهرجان مسرح الرحالة للفضاءات المفتوحة في الأردن عن مسرحية "ميت مات". تناولت رواياته في العديد من الدراسات من قبل رسائل الماجستير والدكتوراه في العراق، وكُتبَت عن أعماله المسرحية (تأليفا وعرضا) العشرات من الدراسات والبحوث من قبل نقاد المسرح في العراق والوطن العربي، وقُدمَت العديد من نصوصه المسرحية في مهرجانات دولية، وشارك كمحكم في العديد من المسابقات الخاصة بالتأليف المسرحي في العراق، وأخذت العديد من نصوصه المسرحية كعينات تطبيقية في رسائل الماجستير والدكتوراة في الجامعات العراقية ومنذ منتصف التسعينيات الى الان، نوقشت رسالة ماجستير للطالب، علي منير تحت عنوان (الكوميديا السوداء واللامعقول في نصوص علي عبدالنبي الزيدي) في جامعة البصرة بكلية الفنون الجميلة عام 2014، ونوقشت رسالة ماجستير في جمهورية مصر العربية جامعة المنصورة بعنوان (بناء الشخصية والتشكيل الدرامي في مسرح علي عبدالنبي الزيدي) لطالب الماجستير رائد حسين 2015. يقول (الزيدي) "ايها الناس .. انا اكتب برأس مجنون حتى استطيع ان استوعب ما يحدث.. فخذوني على قدر عقلي"، وإما عن كتاباته فيقول "هذه مدوناتي هي صرخات بوجه هذه الدنيا التي لم اكن سعيداً فيها ، ولست سيئاً كما سيظن البعض ويرميني بالزندقة ، بل أنا كاتب مسرحي عربي خرج من معطف أسئلة كثيرة وقلق مستمر أنتجه الواقع الذي قذفت بداخله عنوة ، والامل عندي ليس سوى تلك اللحظة التي أغادر فيها ما يسمى بـ (الحياة) الى عالم أرحب وأجمل واكثر بياضاً وحباً ودفئاً"

## أعماله
1. رواية بطن صالحة عام 2009
2. رواية تحوير عام 2012
3. كتاب (مسرحية) ثامن أيام الأسبوع عام 2001 عن دار الشؤون الثقافية العامة في بغداد
4. كتاب (مسرحية) عودة الرجل الذي لم يغب عام 2005 عن اتحاد الكتاب العرب دمشق
5. كتاب (مسرحية)عرض بالعربي عن دار الشؤون الثقافية العامة بغداد 2011
6. كتاب جمرات عام 2011 وطبع في سوريا
7. مختارات من المسرح العراقي (كتاب مشترك مترجم للإنجليزية) دار المأمون بغداد 2011
8. كتاب (الإلهيات) مجموعة مسرحية 2014 عن دار تموز بسوريا
9. كتاب مشترك يحمل عنوان (عناء الماس) مع مجموعة من كتاب المسرح العراقي 2015
10. مسرحية حقائق
11. مسرحية كوميديا الأيام السبعة
12. مسرحية الشحاذ
13. مسرحية جيل رابع
14. مسرحيةالعد التنازلي لـ( مكبث )
15. مسرحية مطر صيف
16. مسرحية ابن الخايبة
17. مسرحية قمامة،
18. مسرحية زوج بسطال
19. مسرحية اطفاء ئيثيوس
20. مسرحية دنيا
21. مسرحية يارب
22. مسرحية باب الحوائج
23. مسرحية فلك اسود،
24. مسرحية آخر نسخة منا
25. مسرحية وجهت وجهي
26. مسرحية كيف تصبح شريفاً في خمسة ايام

## الجوائز
1. جائزة مجلة الأقلام العراقية الأولى للتأليف المسرحي عن مسرحية ( الذي يأتي) عام 1993
2. وجائزة (يوسف العاني للتأليف المسرحي) الثانية عام 1996 عن مسرحية (قمامة)
3. وجائزة (أفضل نص مسرحي) في مهرجان البصرة المسرحي عن مسرحية (كوميديا الأيام السبعة) عام 1996
4. وجائزة أفضل نص مسرحي عن مسرحية (ثامن أيام الأسبوع) في مهرجان منتدى المسرح في البصرة عام 1998
5. والجائزة التقديرية في مسابقة الشارقة للإبداع العربي عام 1999
6. والجائزة الأولى في مسابقة (حامد خضر للتأليف المسرحي) عام 2000 عن مسرحية (ما كان الآن من أمر السندباد)
7. وجائزة أفضل عمل متكامل عن مسرحية (ثامن أيام الأسبوع) إخراج الدكتور فيصل عبد عودة في دولة اليمن 2004
8. وجائزة (الجيل الواعي) عن مسرحية (مطر صيف) في دولة الكويت عام 2005.
9. الجائزة الكبرى لأفضل عرض مسرحي متكامل في مهرجان مسرح الرحالة للفضاءات المفتوحة في الأردن عن مسرحية ميت مات